# USS O'Brien (DD-725)
USS O'Brien (DD-725) là một tàu khu trục lớp Allen M. Sumner được Hải quân Hoa Kỳ chế tạo trong Chiến tranh Thế giới thứ hai. Nó là chiếc tàu chiến thứ tư của Hải quân Mỹ được đặt theo tên Đại tá Hải quân Jeremiah O'Brien (1744-1818) và năm anh em của ông Gideon, John, William, Dennis và Joseph, vốn đã chiếm chiếc HMS Margaretta năm 1775 trong cuộc Chiến tranh Cách mạng Hoa Kỳ. Nó đã hoạt động cho đến hết Thế Chiến II, và tiếp tục phục vụ sau đó trong Chiến tranh Triều Tiên và Chiến tranh Việt Nam cho đến khi xuất biên chế năm 1972, và bị đánh chìm như mục tiêu ngoài khơi California cùng năm đó. O'Brien được tặng thưởng sáu Ngôi sao Chiến trận do thành tích phục vụ trong Thế Chiến II, thêm năm Ngôi sao Chiến trận khác trong Chiến tranh Triều Tiên, và lại thêm ba Ngôi sao Chiến trận nữa trong Chiến tranh Việt Nam.

## Thiết kế và chế tạo
O'Brien được đặt lườn tại xưởng tàu của hãng Bath Iron Works Corp. ở Bath, Maine vào ngày 12 tháng 7 năm 1943. Nó được hạ thủy vào ngày 8 tháng 12 năm 1943; được đỡ đầu bởi cô Josephine O'Brien Campbell, một hậu duệ sáu đời của Đại tá O’Brien, và nhập biên chế tại Xưởng hải quân Boston vào ngày 25 tháng 2 năm 1944 dưới quyền chỉ huy của Trung tá Hải quân P. F. Heerbrandt.

## Lịch sử hoạt động

### 1944
Sau khi hoàn tất việc chạy thử máy và huấn luyện tại khu vực quần đảo Bermuda và Norfolk, Virginia, O'Brien gia nhập một đoàn tàu vận tải đi sang Scotland và Anh Quốc vào ngày 14 tháng 5 năm 1944. Nó hoạt động tuần tra và hộ tống vận tải tại vùng biển Anh, rồi tham gia cuộc Đổ bộ Normandy và trận Bắn phá Cherbourg. Vào ngày 25 tháng 6, đang khi trợ giúp vào việc quét mìn bên cạnh Texas, nó tham gia vào cuộc đấu pháo giữa chiếc thiết giáp hạm với các khẩu đội pháo bờ biển của quân Đức tại Cape Levi, gần Cherbourg. Pháo đối phương chuyển mục tiêu từ Texas sang O'Brien, và chiếc tàu khu trục bị bắn trúng ngay phía sau cầu tàu, nhưng đã chịu đựng được và thả thành công một màn khói ngụy trang bảo vệ cho Texas. Mười ba người trong số thành viên thủy thủ đoàn đã thiệt mạng, cùng mười chín người khác bị thương. Sau khi được sửa chữa tạm thời tại Portland, nó tham gia hộ tống một đoàn tàu vận tải quay trở về Hoa Kỳ, và được sửa chữa cũng như nâng cấp tại Xưởng hải quân Boston.
Sau các hoạt động huấn luyện ngoài khơi khu vực Boston và Norfolk, O'Brien hộ tống cho tàu sân bay Ticonderoga (CV-14) trong hành trình đi sang khu vực Mặt trận Thái Bình Dương qua lối kênh đào Panama và San Diego, California; con tàu gia nhập Đệ tam Hạm đội và tham gia các hoạt động của đội đặc nhiệm tàu sân bay tại Philippines. Sang đầu tháng 12, nó được điều động sang Đệ thất Hạm đội để tham gia cuộc đổ bộ lên vịnh Ormoc, tại bờ biển phía Tây đảo Leyte. Liên tục chịu đựng những đợt không kích tự sát của đối phương, thủy thủ đoàn của O'Brien đã nỗ lực giúp chữa cháy cho Ward (APD-16) sau khi chiếc này bị máy bay Kamikaze đâm trúng, cho đến khi nhận được lệnh đánh đắm chiếc tàu khu trục vận chuyển cao tốc bằng hải pháo do mọi cố gắng cứu hộ đều vô vọng. Hạm trưởng của O'Brien, Trung tá Hải quân William W. Outerbridge, từng chỉ huy chiếc Ward khi nó đánh chìm một tàu ngầm bỏ túi Nhật Bản ngoài khơi Trân Châu Cảng trong cuộc Tấn công Trân Châu Cảng vào ngày 7 tháng 12, 1941. Đến ngày 15 tháng 12, 1944, nó tiếp tục trợ giúp chữa cháy cho chiếc LST USS LST-472 cũng bị Kamikaze đâm trúng, và cứu vớt 198 người sống sót.

### 1945
Sau một giai đoạn tuần tra tại khu vực eo biển Mindoro, O'Brien đi đến vịnh Lingayen để tham gia cuộc tấn công lên đảo Luzon. Vào ngày 6 tháng 1, 1945, một máy bay Nhật đã đâm sượt vào mạn trái phía đuôi tàu, gây những hư hại nhẹ. Kết thúc các hoạt động tuần tra, hộ tống vận tải và bắn phá bờ biển để hỗ trợ cho cuộc đổ bộ của binh lính Lục quân lên Luzon, con tàu quay trở về đảo Manus để sửa chữa trước khi gia nhập trở lại lực lượng tàu sân bay nhanh vào ngày 10 tháng 2, giờ đây trực thuộc Đệ ngũ Hạm đội, cho các đợt không kích xuống khu vực Tokyo, Iwo Jima và quần đảo Bonin. Đang khi tham gia các cuộc không kích chuẩn bị cho việc đổ bộ lên Okinawa máy bay đối phương đã tấn công chiếc tàu khu trục ngoài khơi Kerama Retto vào ngày 27 tháng 3. Một chiếc Kamikaze bị hỏa lực phòng không của nó bắn rơi xuống biển, nhưng một máy bay ném bom bổ nhào Aichi D3A "Val" mang theo một quả bom 500 pound (230 kg) đã đâm trúng mạn trái phía giữa tàu, làm kích nổ hầm đạn, khiến 50 thủy thủ thiệt mạng hay mất tích và 76 người khác bị thương.
O'Brien được sửa chữa tại Xưởng hải quân Mare Island, rồi thực hành huấn luyện ngoài khơi San Diego, California trong mùa Hè năm đó. Khi chiến tranh kết thúc vào giữa tháng 8, nó quay trở lại hoạt động cùng Đệ Tam hạm đội làm nhiệm vụ tuần tra tại vùng biển Nhật Bản. Đến mùa Hè năm 1946, con tàu được điều sang Đội đặc nhiệm 1.7 để tham gia Chiến dịch Crossroads, cuộc thử nghiệm bom nguyên tử tại đảo san hô Bikini trong tháng 6 và tháng 7. Sang nữa đầu năm 1947, nó tiếp tục hoạt động tại khu vực Đông Thái Bình Dương, Hawaii, quần đảo Mariana và Australia trước khi quay trở về vùng bờ Tây vào mùa Hè năm đó, và được cho xuất biên chế tại San Diego vào ngày 4 tháng 10, 1947.

### Chiến tranh Triều Tiên
Sự kiện Chiến tranh Triều Tiên bùng nổ vào tháng 6, 1950 đã khiến Hải quân Hoa Kỳ thiếu hụt tàu chiến hoạt động, nên O'Brien được cho nhập biên chế trở lại vào ngày 5 tháng 10, 1950 dưới quyền chỉ huy của Hạm trưởng, Trung tá Hải quân Chester W. Nimitz Jr.. Con tàu đảm nhiệm vai trò soái hạm của Đội khu trục 132. Đi sang vùng chiến sự tại Triều Tiên, nó gia nhập Lực lượng Đặc nhiệm 77 vào đầu tháng 3, 1951, nhưng vào cuối tháng đó được nhanh chóng điều sang Lực lượng Đặc nhiệm 95, lực lượng phong tỏa và hộ tống của Liên Hợp Quốc, và tham gia vào cuộc phong tỏa Songin. Tại cảng Wonsan vào ngày 17 tháng 7, nó cùng các tàu khu trục Blue (DD-744) và Alfred A. Cunningham (DD-752) đối đầu với các khẩu đội pháo bờ biển đối phương ở cả ba phía, vốn tìm cách đẩy lùi lực lượng hải quân Liên Hợp Quốc ra khỏi khu vực cảng. Các con tàu đã luân phiên cơ động lẩn tránh theo một lộ trình hình elip với vận tốc 22 kn (41 km/h), trong khi các tháp pháo xoay qua mạn nhắm vào các vị trí pháo đối phương ở mỗi đoạn bờ biển đối diện. Cuộc đấu pháo này kéo dài đến 4 giờ rưỡi.
Trong tháng 7 và tháng 8, O'Brien hỗ trợ hỏa lực cho hoạt động bắn phá bờ biển cũng như phối hợp các chiến dịch giải cứu vốn đã cứu sống được ba phi công hải quân và một phi công không quân bị bắn rơi. Nó quay trở về San Diego vào cuối tháng 9 để sửa chữa, rồi vào ngày 23 tháng 7, 1952 lại lên đường đi sang vùng chiến sự tại Triêu Tiên trong thành phần Lực lượng Đặc nhiệm 95, tham gia các hoạt động bắn phá bờ biển, tuần tra và bắn pháo can thiệp gần cảng Wonsan. Sang tháng 9, nó cùng tàu tuần dương hạng nặng Helena (CA-75) được huy động gia nhập Đệ thất Hạm đội, đảm nhiệm vai trò bảo vệ và tìm kiếm-giải cứu cho các tàu sân bay cũng như bắn phá bờ biển dọc theo bờ biển phía Đông bán đảo Triều Tiên. Nó sau đó tham gia một chiến dịch nghi binh giả định tấn công lên Kojo từ ngày 12 đến ngày 16 tháng 10, khi lực lượng Liên Hợp Quốc tìm cách đánh lừa đối phương tấn công. Đến cuối tháng đó, nó rời khu vực Triều Tiên quay trở về Nhật Bản để sửa chữa và tập trận trước khi quay trở về San Diego vào giữa tháng 1, 1953.

### 1953 - 1965
Từ khi Chiến tranh Triều Tiên kết thúc cho đến giữa những năm 1960, hàng năm O'Brien đều thực hiện những chuyến đi sang khu vực Tây Thái Bình Dương. Vào cuối tháng 1 và đầu tháng 2, 1955, nó hoạt động cùng tàu sân bay Wasp (CV-18) khi Đệ Thất hạm đội hỗ trợ cho lực lượng Trung Hoa dân quốc triệt thoái khỏi quần đảo Đại Trần dưới sức ép của lực lượng Trung Cộng. Từ tháng 2 đến tháng 10, 1961, nó trải qua đợt nâng cấp tại Xưởng hải quân Mare Island tại Vallejo, California, trong khuôn khổ chương trình Hồi sinh và Hiện đại hóa Hạm đội II (FRAM: Fleet Rehabilitation and Modernization), khi được trang bị những cảm biến và vũ khí chống tàu ngầm mới. Sau khi được chuyên biệt hóa cho vai trò chống tàu ngầm, nó nhiều lần được phái sang khu vực Tây Thái Bình Dương.
Vào tháng 5, 1965, O'Brien hoạt động cùng Đội chống tàu ngầm 1, là một trong những tàu chiến đầu tiên tiếp nhiên liệu thành công cho một máy bay trực thăng đang bay. Sang tháng 6, nó tiếp nhiên liệu thành công cho một máy bay trực thăng cất cánh từ tàu sân bay Hornet (CV-12) ngoài khơi San Francisco trong khi nó thực hiện chuyến bay tiên phong không dừng từ Seattle, Washington đến Imperial Beach, California. Nó lên đường vào tháng 8 để làm nhiệm vụ cùng Đệ Thất hạm đội, tiến hành tuần tra tại eo biển Đài Loan. Đang khi tuần tra vào ngày 14 tháng 11, nó được lệnh đi đến trợ giúp một xuồng tuần tra của Trung Hoa dân quốc bị tàu phóng lôi Trung Cộng tấn công. Chỉ đến nơi sau khi tàu bạn đã bị đánh chìm, nó giúp cứu vợt toàn bộ 15 thành viên thủy thủ đoàn Đài Loan.

### Chiến tranh Việt Nam
Một tuần sau đó, vào ngày 22 tháng 11, 1965, O'Brien trực tiếp can dự vào cuộc Chiến tranh Việt Nam, khi nó bắn hải pháo nhằm hỗ trợ giải vây cho một cứ điểm tại khu vực Quảng Ngãi bị một trung đoàn thuộc lực lượng Quân đội Nhân dân Việt Nam tấn công. Trong tháng 1 và đầu tháng 2, 1966, nó hỗ trợ các hoạt động của lực lượng đặc nhiệm tàu sân bay, tiến hành tìm kiếm và giải cứu phi công trong vịnh Bắc Bộ, và bắn pháo hỗ trợ cho Chiến dịch "Double Eagle", cuộc đổ bộ lực lượng lên khu vực mũi Ba Làng An thuộc Bình Sơn, Quảng Ngãi.
O'Brien quay trở về cảng nhà Long Beach, California vào tháng 3, 1966 và hoạt động dọc theo vùng bờ Tây trong tám tháng tiếp theo. Trong chuyến viếng thăm The Dalles, Oregon vào tháng 7, chiếc tàu khu trục trở thành con tàu lớn nhất từng sử dụng âu thuyền để vượt đập Bonneville và đi ngược sông Columbia để đi đến The Dalles.
Rời vùng bờ Tây để hướng sang khu vực Tây Thái Bình Dương vào ngày 5 tháng 11, 1966, O'Brien thực hành chống tàu ngầm tại vùng biển Hawaii và sau đó ở phía Đông biển Đông trước khi trở trở thành soái hạm cho Chiến dịch Sea Dragon, hoạt động càn quét chống vận chuyển vũ khí bằng đường biển tại khu vực miền Bắc Việt Nam. Nó cùng với tàu khu trục Maddox (DD-731) đánh phá việc vận chuyển ven biển của đối phương, đánh chìm hoặc gây hư hại cho hơn hai mươi tàu thuyền đối phương. Vào ngày 23 tháng 12, 1966, nó bị đánh trúng ba phát đạn pháo trực tiếp từ các khẩu đội pháo bờ biển đối phương về phía Bắc Đồng Hới, khiến hai thành viên thủy thủ đoàn tử trận cùng bốn người khác bị thương. Sau khi được sửa chữa tại vịnh Subic, Philippines, nó trở lại hỗ trợ cho các cuộc không kích từ vịnh Bắc Bộ, hộ tống cho năm tàu sân bay khác nhau trong tháng 1, 1967; được điều sang nhiệm vụ tuần tra eo biển Đài Loan trong tháng 2 và tháng 3, rồi quay trở lại vịnh Bắc Bộ vào cuối tháng 3. Nó thoạt tiên hộ tống cho các tàu sân bay, rồi quay trở lại vai trò soái hạm cho Đội khu trục 232 trong Chiến dịch Sea Dragon, từng bảy lần đối đầu với các khẩu đội pháo bờ biển đối phương trong đợt này.
O'Brien quay trở về cảng nhà Long Beach, California vào tháng 5, 1967, và sang tháng 7 đã thực hiện chuyến đi thứ hai đến The Dalles, Oregon trước khi đi vào Xưởng hải quân Long Beach để đại tu. Sau khi hoàn tất, nó hoạt động huấn luyện ôn tập tại San Diego, rồi được điều động sang Hải đội Khu trục 29 vào ngày 1 tháng 2, 1968. Con tàu lại được cử sang phục vụ cùng Đệ Thất hạm đội vào ngày 30 tháng 4, 1968.
O'Brien đi ngang qua Trân Châu Cảng để đến Nhật Bản vào ngày 29 tháng 5, và sau một đợt thực tập chống tàu ngầm trong biển Nhật Bản cùng các tàu chiến của Lực lượng Phòng vệ Biển Nhật Bản, nó hướng đến vịnh Bắc Bộ và bắt đầu hoạt động bắn phá bờ biển sau khi đến nơi vào ngày 24 tháng 6. Trong bốn tuần lễ tiếp theo, nó hỗ trợ các chiếc dịch của lực lượng Lục quân và Thủy quân Lục chiến trên bộ, đối đầu với lực lượng đối phương bằng hỏa lực pháo 5-inch. Sau một chuyến viếng thăm cảng Singapore vào đầu tháng 8, nó đi đến Nhật Bản cho hai tuần lễ bảo trì bên cạnh chiếc tàu sửa chữa Hector (AR-7). Quay trở lại vịnh Bắc Bộ vào cuối tháng 8, nó hộ tống cho các tàu sân bay tại Trạm Yankee trong một tháng tiếp theo. Nhận được tin tức về việc có hai người bị rơi xuống biển từ America (CVA-66), chiếc tàu khu trục đã nhanh chóng chuyển hướng để tìm kiếm dọc theo đường đi của chiếc tàu sân bay, cứu được một thủy thủ vốn đã nổi được trên mặt nước trong hơn năm giờ. Sau một đợt làm nhiệm vụ hỗ trợ hỏa lực ngoài khơi Nam Việt Nam vào giữa tháng 10, nó lên đường quay trở về nhà, ghé qua vịnh Subic, Philippines; Brisbane, Australia; Pago Pago, Samoa và Trân Châu Cảng trước khi về đến Long Beach vào ngày 28 tháng 11.
Sau khi được nghỉ ngơi và bảo trì, O'Brien tiến hành các hoạt động huấn luyện tại chỗ từ cảng nhà Long Beach trong suốt mùa Hè 1969, và tham gia một cuộc tập trận quy mô lớn tại vùng biển Hawaii vào giữa tháng 3. Sau những đợt huấn luyện chuẩn bị trong tháng 7 và tháng 8, nó khởi hành vào ngày 8 tháng 10 để hướng sang Viễn Đông.
Tương tự như những lượt hoạt động trước đó, O'Brien phục vụ chủ yếu tại vùng biển Việt Nam, hộ tống cho các tàu sân bay nhanh tại Trạm Yankee và hỗ trợ hải pháo dọc bờ biển cho đến cuối năm đó. Vào tháng 1, 1970, nó đi đến Okinawa để gia nhập một đội đặc nhiệm hình thành chung quanh tàu sân bay Ranger (CVA-61), tiến hành thực tập mùa Đông tại vùng biển Nhật Bản. Quay trở lại vùng biển Việt Nam vào tháng 2, nó tiếp tục hộ tống bảo vệ các tàu sân bay tại Trạm Yankee trong hai tháng tiếp theo trước khi quay trở về Long Beach vào ngày 15 tháng 4. Con tàu trải qua một đợt đại tu và những lượt huấn luyện ôn tập, rồi lại được phái sang khu vực Tây Thái Bình Dương một lần nữa, bắt đầu từ ngày 6 tháng 11.
Trong lượt hoạt động cuối cùng tại Việt Nam này, O'Brien chịu đựng nhiều vấn đề về vật liệu và thiết bị. Trước khi rời Trân Châu Cảng để đi sang Nhật Bản, nó gặp trục trặc bộ xả hơi nước và phải mất một tuần để sửa chữa; và sau khi đi đến khu vực chiến sự tại Việt Nam vào ngày 13 tháng 1, 1971, nó hỗ trợ hải pháo cho đến khi một vết nứt 6 foot (1,8 m) trên lườn tàu buộc nó phải đi vào ụ tàu tại vịnh Subic vào ngày 2 tháng 2 để sửa chữa. Sau khi hoàn tất, nó phục vụ trong bảy tuần tại Trạm Yankee trong vai trò tìm kiếm và giải cứu, rồi lại được sửa chữa tại vịnh Subic vào ngày 17 tháng 4, trước khi lên đường quay trở về nhà vào cuối tháng đó. Nó đã ghé qua đảo Manus; Brisbane, Australia; Auckland, New Zealand; và Pago Pago, Samoa trước khi về đến Long Beach vào ngày 29 tháng 5.
O'Brien được cho xuất biên chế tại Long Beach vào ngày 18 tháng 2, 1972, và tên nó được rút khỏi danh sách Đăng bạ Hải quân cùng ngày hôm đó. Nó được chiếc tàu kéo Sioux (ATF-75) kéo ra khơi và bị đánh chìm như một mục tiêu ngoài khơi California vào ngày 13 tháng 7, 1972.

## Phần thưởng
O'Brien được tặng thưởng sáu Ngôi sao Chiến trận do thành tích phục vụ trong Thế Chiến II, thêm năm Ngôi sao Chiến trận khác trong Chiến tranh Triều Tiên, và lại thêm ba Ngôi sao Chiến trận nữa trong Chiến tranh Việt Nam.